# Serpiente (Viaja por la sal)
"Serpiente (Viaja por la sal)" es una canción compuesta por el músico argentino Luis Alberto Spinetta e interpretada por la banda Pescado Rabioso, que integra el álbum Desatormentándonos de 1972, primer álbum de la banda. En este tema Pescado Rabioso formaba con Spinetta (voz y guitarra), Black Amaya (batería), Osvaldo Frascino (bajo) y Carlos Cutaia (órgano eléctrico).
En 2009, Spinetta eligió "Serpiente (Viaja por la sal)", el único tema de la versión original del álbum Desatormentándonos, para incluirlo en el recital histórico Spinetta y las Bandas Eternas en el que repasó toda su obra. 

## La canción
"Serpiente (Viaja por la sal)" es el quinto y último tema del álbum Desatormentándonos, en su versión original en vinilo. La canción es primordialmente instrumental y dura prácticamente 9 minutos. Es el último tema que graba Osvaldo "el bocón" Frascino con Pescado Rabioso, antes de abandonar la banda.
Sorprende en la estructura del álbum, porque innova en el sonido blues pesado, que venía trayendo en los temas anteriores, al incorporar un órgano Hammond, interpretado por Carlos Cutaia, quien a partir de este momento se incorporaría a la banda. Se trata de un tema complejo, el más complejo del álbum, con múltiples variaciones de ritmo y melodía.
Spinetta contó en ocasión del recital de las Bandas Eternas que no tenía la menor idea de lo que quería decir la letra:

No tengo la menor idea. Es uno de esas típicas letras -después de componer muchos temas uno aprende sus propios mecanismos- pero es uno de esos temas típícos en los que había que ponerle una letra, no importe cuá. Entonces quedó bien, se ve, el comienzo. Entonces me embarqué en esa, la seguí y la completé. Pero no es algo meditado como otros temas.
Luis Alberto Spinetta

La letra habla de una serpiente, que a plena luz y en pleno día, viaja por la sal, sin que nadie la acometa. Finaliza diciendo que también "el ocaso viaja" y que "las nubes vendrán... trayendo mensajes."

En "La serpiente, que viaja por la sal" nos retrotrae a simbolismos ancestrales sobre las implicancias que genera el ofidio, pero la sal tiene reminiscencias desde sexuales hasta alucinógenas. Ya Jim Morrison había utilizado chamanes y serpientes en sus textos (" ....cabalga la serpiente... " decían los Doors)

El crítico musical Jorge Boimvaser ha dicho que la canción le evocaba un terrorífico dragón marino:

¿Cuántas veces soñé, soñamos, con ese Leviatán, ese dragón de mares, esa serpiente viajando por la sal que parece escrita entre Spinetta y H. P. Lovecraft (el padre del terror gótico)? El viaje antiguo de la serpiente desde el Génesis bíblico hasta el nuevo día del año sin tiempo, nubes vienen trayendo un mensaje.  Días de las lilas vas a hablar... la serpiente viaja por la sal.
Jorge Boimvaser